# Lucien Comire
Lucien Comire (Pibrac, prop de Tolosa de Llenguadoc, 7 de gener de 1837 - 26 de gener de 1908) fou un compositor occità.
Sent encara molt jove entrà en la Companyia de Jesús. Encarregat de la música de diversos col·legis, on fou successivament professor de filosofia i altres matèries, anà desenvolupant notables aptituds artístiques amb les lliçons que rebé d'harmonia i composició, i amb l'estudi personal dels grans mestres.
El 1865 publicà els Chants au Sacré Coeur, la més popular, encara que no la més perfecta, de les seves obres. Després compongué algunes misses, i un gran nombre de peces per a col·legis. Algunes d'aquestes obres foren editades a part; altres s'inseriren en una col·lecció titulada Chants Latins, publicada per l'abat Moreau; altres, finalment es donaren a conèixer al públic en diverses revistes musicals en les quals l'autor col·laborava, especialment en la Música Sacra, dirigida a Tolosa per Louis Kunc, i quan va morir, pel mateix Comire.
Als últims anys de la seva vida es dedicà a la seva composició més important: L'Oratori. La primera que compongué fou Sainte Germaine, estrenada a Tolosa el 1897, notable per la ciència harmònica i la riquesa d'instrumentació sencera, moderna. De molt menor mèrit és un altre oratori que compongué després per a Notre Dame de Lourdes, el qual es donà a conèixer per primera vegada en una audició al mateix santuari el 20 de juliol del 1902, malgrat que, per oferir menys dificultats, hagi estat executat amb més freqüència que el primer. Poc abans de morir, malgrat haver sofert un atac de paràlisi, treballà en la composició d'un grandiós oratori per als misteris del rosari, que per aquesta mateixa raó s'havia de dividir en quinze parts. No aconseguí acabar-lo, ja que morí el 26 de gener del 1908.